# Глимф, Таволия
Таволия Глимф (англ. Thavolia Glymph; род. 1951) — американский историк, историк экономики, а также рабства и эмансипации, специализирующаяся по Югу США. Доктор философии (1994), именной заслуженный профессор Университета Дьюка, являлась завкафедрой. Член Американской академии искусств и наук (2024).
Президент Американской исторической ассоциации (2024) — первая чернокожая женщина, удостоенная данной чести.
Окончила Университет Пердью (M.A.) и там же получила докторскую степень. Также окончила Хэмптонский университет (B.A.). Там же она познакомилась с трудами историка Гарольда Д. Вудмана, в особенности на нее оказала впечатление его статья «The Profitability of Slavery: A Historical Perennial» (Journal of Southern History, 1963). После ознакомления с книгой Вудмана же King Cotton and His Retainers: Financing and Marketing the Cotton Crop of the South, 1800—1925 (1968) Глимф решила учиться у него в Университете Пердью, где под его началом стала историком экономики, специализирующимся на Юге 19-го века и социальной истории. Т. Глимф считает одним из величайших историков страны Барбару Филдс (Barbara J. Fields).
Автор Out of the House of Bondage: The Transformation of the Plantation Household (Cambridge University Press, 2008) — ее первая книга, финалист Frederick Douglass Book Prize, и The Women’s Fight: The Civil War’s Battles for Home, Freedom, and Nation (University of North Carolina Press, 2020), отмеченной Beveridge Award (2021) и Joan Kelly Memorial Prize, а также другими отличиями. Соредактор двух томов Freedom: A Documentary History of Emancipation, 1861—1867.